# Mi camino es amarte
Mi camino es amarte je mexická telenovela produkovaná Nicandrem Díazem Gonzálezem pro společnost Televisa a vysílaná na stanici Las Estrellas od 7. listopadu 2022 do 12. března 2023. V hlavních rolích hráli Susana González, Gabriel Soto, Mark Tacher a Ximena Herrera.

## Obsazení

### Hlavní
- Susana González jako Daniela Gallardo[5]
- Gabriel Soto jako Guillermo "Memo" Santos Pérez[6]
- Mark Tacher jako Fausto Beltrán
- Ximena Herrera jako Karen Zambrano
- Sara Corrales jako Úrsula Hernández
- Mónika Sánchez jako Amparo Santos
- Sergio Reynoso jako Humberto Santos
- Leonardo Daniel jako Eugenio Zambrano
- Fabián Robles jako Aarón Peláez
- Alfredo Gatica jako César Ramírez
- Camille Mina jako Isabella Beltrán
- André Sebastián jako José María "Chema" Hernández
- Ara Saldívar jako Jesusa "Chuchita" Galván
- Julián Figueroa jako Leonardo Santos
- María Prado jako Nélida
- Araceli Adame jako Berenice
- Karla Esquivel jako Gabriela "Gaby" Hernández
- Rodrigo Brand jako Juan Pablo "Juanpa" Gallardo
- Diana Haro jako Guadalupe "Lupita" Hernández
- Carlos Said jako Sebastián Zambrano
- Alberto Estrella jako Macario Hernández
- Gabriela Zamora as Yolanda[7]
- Maya Tierrablanca jako Graciela "Grace"
- Nicole Curiel jako Estefanía Maldonado[8]
- Rosa Gloria Chagoyán jako Lola "La Trailera"[9]

### Opakující se a hostující
- Claudia Álvarez jako Olivia[10]
- Íngrid Martz jako Martina
- Mónica Port jako Claudia Altamirano
- Marco Uriel jako Dr. Óscar Villalba
- Archie Lafranco jako Jorge Altamirano
- Víctor Alfredo Jiménez jako Roshi
- Jorge Ugalde jako Arturo Robles
- Rossana San Juan jako Zulema
- Martha Julia jako Marisol[11]